# Боржеш, Карлуш
Карлуш Роберту Форбс Боржеш (порт. Carlos Roberto Forbs Borges; родился 19 марта 2004) — португальский футболист, нападающий бельгийского клуба «Брюгге».

## Клубная карьера
Уроженец Синтры, Карлуш Боржеш в сезоне 2014/15 выступал в футбольной академии «Спортинга», после чего присоединился к академии «Манчестер Сити». По итогам сезона 2020/21 был признан лучшим игроком «Манчестер Сити» до 18 лет. В сезоне 2022/23 забил 25 голов и сделал 13 голевых передач за команду «Манчестер Сити» до 21 года.
3 августа 2023 года перешёл в нидерландский клуб «Аякс», подписав пятилетний контракт. Сумма трансфера составила 20 млн евро (17,3 млн фунтов). 12 августа 2023 года дебютировал в основном составе «Аякса», выйдя на замену в матче Эредивизи против «Хераклеса».
30 августа 2024 года до конца сезона перешёл на правах аренды в английский «Вулверхэмптон Уондерерс».
17 июля 2025 года перешёл в бельгийский «Брюгге», подписав четырёхлетний контракт до середины 2029 года. 27 июля дебютировал в чемпионате Бельгии в матче против «Генка», выйдя на замену вместо Хуго Ветлесена на 46-й минуте.

## Карьера в сборной
Выступал за сборные Португалии до 16, до 18 и до 19 лет.